# National Portrait Gallery
La National Portrait Gallery en un dels més famosos museus de Londres, la seva col·lecció es basa en retrats de personatges famosos de la història i està construïda just darrere de la National Gallery.

## La Col·lecció
Va ser fundada el 1856 amb l'esperit victorià de l'idealisme, i l'educació a través de l'exemple, l'objectiu de la col·lecció era reunir retrats dels grans i poderosos de Gran Bretanya perquè inspiressin a d'altres. La col·lecció inclou fotografies i caricatures, a més de pintures, dibuixos i escultures.
La National Portrait Gallery alberga el Chandes portrait, possiblement el retrat més conegut de William Shakespeare. No tots els retrats són excepcionals artísticament, com els autorretrats de William Hogarth, Sir Joshua Reynolds i altres artistes britànics importants. D'altres com el retrat de grup dels participants en la conferència de Somerset House de 1604, són importants en ser un document històric.
Sovint el valor com curiositat és major que el valor artístic d'un treball, com en el cas del retrat anamòrfic d'Eduard VI de William Scrots, o una escultura de la Reina Victòria i el Príncep Albert amb roba medieval. Al principi, perquè el retrat s'inclogués en la col·lecció, el personatge havia d'estar mort. En l'actualitat aquesta norma no es compleix i s'inclouen retrats de la primera ministra Margaret Thatcher, del jugador del futbol Bobby Charlton, i de l'advocat-escriptor John Mortimer.
La Galeria es va mudar al seu edifici actual, al nord de Trafalgar Square, el 1896. L'edifici va ser dissenyat per Ewan Christian en un estil neorenaixentista, i construït per Shilliote & Son. Ha estat ampliat en dues ocasions. La primera ampliació va ser inaugurada per Lord Duveen el 1933, i l'ala de la qual recorre Aurenja Street; i la segona ampliació va obrir el 2000 i va ser realitzada per Christopher Ondaatje. L'ala Ondaatje ocupa un espai de terra situat entre entre els edificis del segle xix de la National Gallery i l'edifici de la National Portrait Gallery, i és notable per la seva escala mecànica de dos pisos que duu als visitants a la part més antiga de la col·lecció, els retrats de la dinastia Tudor.
El gener de 2008, la Galeria va rebre la major donació de la seva història, 5 milions de lliures, feta pel milionari americà Randy Lerner. Actualment la col·lecció de la National Portrait Gallery està composta per uns 10.000 objectes, entre quadres, escultures, caricatures i dibuixos.